# Bellemeade
Bellemeade és una població dels Estats Units a l'estat de Kentucky. Segons el cens del 2000 tenia 871 habitants.

## Demografia
Segons el cens del 2000, Bellemeade tenia 871 habitants, 412 habitatges, i 281 famílies. La densitat de població era de 1.201,1 habitants/km².
Dels 412 habitatges en un 18,4% hi vivien nens de menys de 18 anys, en un 60,9% hi vivien parelles casades, en un 5,3% dones solteres, i en un 31,6% no eren unitats familiars. En el 29,4% dels habitatges hi vivien persones soles el 19,2% de les quals corresponia a persones de 65 anys o més que vivien soles. El nombre mitjà de persones vivint en cada habitatge era de 2,11 i el nombre mitjà de persones que vivien en cada família era de 2,58.
Per edats la població es repartia de la següent manera: un 15,5% tenia menys de 18 anys, un 3,3% entre 18 i 24, un 18,7% entre 25 i 44, un 28,2% de 45 a 60 i un 34,2% 65 anys o més.
L'edat mediana era de 53 anys. Per cada 100 dones de 18 o més anys hi havia 80,4 homes.
La renda mediana per habitatge era de 54.375 $ i la renda mediana per família de 66.477 $. Els homes tenien una renda mediana de 48.269 $ mentre que les dones 32.031 $. La renda per capita de la població era de 31.651 $. Entorn de l'1,4% de les famílies i el 2,5% de la població estaven per davall del llindar de pobresa.

## Poblacions més properes
El següent diagrama mostra les poblacions més properes.